# 인베스터 AB
인베스터 AB(Investor AB)는 스웨덴의 투자 및 지주회사로 종종 사실상의 복합기업으로 간주된다. 스웨덴 최대 기업 중 하나인 인베스터 AB는 유명한 스웨덴 발렌베리가의 투자 부문 역할을 하고 있다. 가족 회사는 다양한 산업에 종사하고 있으며 그 중 주요 산업은 제약, 통신 및 산업이다.
인베스터 AB는 스웨덴의 가장 가치 있는 상장 회사이다. 스웨덴의 다른 최대 기업 여러 곳에서 주요 지분 또는 지배 지분을 보유하고 있다. 패트리샤 인더스트리스(Patricia Industries)와 EQT AB를 통해 전 세계적으로 수많은 투자를 하고 있다.